# Harrisburg (Nebraska)
Harrisburg je naseljeno područje za statističke svrhe u američkoj saveznoj državi Nebraska. Prema popisu stanovništva iz 2010. u njemu je živjelo 100 stanovnika.